# Ясенець (Груєцький повіт)
Ясенець (пол. Jasieniec) — село в Польщі, у гміні Ясенець Груєцького повіту Мазовецького воєводства.
Населення — 1226 осіб (2011).
У 1975—1998 роках село належало до Радомського воєводства.

## Демографія
Демографічна структура станом на 31 березня 2011 року:
|          | Загалом | Допрацездатний вік | Працездатний вік | Постпрацездатний вік |
| -------- | ------- | ------------------ | ---------------- | -------------------- |
| Чоловіки | 583     | 134                | 409              | 40                   |
| Жінки    | 643     | 131                | 399              | 113                  |
| Разом    | 1226    | 265                | 808              | 153                  |

## Уродженці
Елеонора Земенцька  (1819  — 1869) — християнський філософ і публіцист, перший польський філософ.